# 海鷹號航空母艦
海鷹號航空母艦（AIRCRAFT CARRIER KAIYO）是日本海軍的航空母艦，前身為大阪商船公司的郵輪阿根廷丸。1942年被日本帝國海軍收購，1943年11月完成改裝以航艦角色服役；她服役的時間中主要作為飛機運輸艦、訓練艦、護航航空母艦使用，戰爭末期遭遇空襲、觸雷等攻擊因此擱淺不堪使用，未加入戰後運輸行列，1947年拆解。

## 簡介
阿根廷丸同樣是1930年代後期日本政府補助建造的產品，利用優秀船舶建造協助政策；日本軍方出資協助民間公司生產大型客／貨輪，並介入她們的設計，以便在戰爭爆發時改裝成軍艦。大阪商船在1938年接受了補助製造兩艘郵輪：阿根廷丸、巴西丸，用以經營南美洲航線使用，2艘郵輪均由三菱重工長崎造船廠承包建造。
阿根廷丸在1938年12月下水，1939年5月31日完工，登記船舶總噸位為12,755噸。然而她投入營運的南美航線只跑過一個航次後便因世界局勢不穩而關閉；1940年下半年她的營運航線改為大連-大阪，不過到1941年9月就被日本帝國海軍徵用。1942年中途島海戰的慘敗，讓日本海軍決定將大部分登記在案的船舶都改造為航空母艦，阿根廷丸在1942年6月30日決定改裝；她的姊妹艦巴西丸原本也預定改造，但是1942年8月被擊沉因而作罷。
1942年12月9日，海軍買下阿根廷丸，12月10日開入三菱重工長崎造船廠的船塢開始改裝。1943年11月23日，阿根廷丸正式更名為海鷹服役，編入橫須賀鎮守府所轄；在日本海軍的公文中，她屬於大鷹級航空母艦。

## 設計
動力系統
阿根廷丸時代，船隻的主機是三菱製造的柴油發動機，相較於蒸氣渦輪主機較為省油；雖然柴油機可維持18節巡航速度，但極速只有時速21.5節。因為出力不能滿足海軍要求，海鷹號撤除了柴油主機，改換陽炎級驅逐艦的主機；但比陽炎級設計多增加一座鍋爐供應蒸汽渦輪發電機所需，雖然輸出功率幾乎到達原本柴油機的3倍，但是極速因增加的噸位抵銷後沒有改善許多。
飛行設施
海鷹號飛行設備佈局襲承日本海軍輕型航艦，採用無艦島設計；航行艦橋設於飛行甲板下方，避免過多的上層結構惡化艦體重心平衡。機庫為單層設計，原本預定搭載18架零式戰鬥機、6架九七式艦上攻擊機；但海鷹號並沒有開赴前線海戰的紀錄，因此戰鬥機除了訓練任務搭載外未有固定編制。
大部分時間，海鷹號編制在海上護衛總司令部底下，搭載以反潛巡邏任務為主的九七艦攻，一般任務時海鷹號會配備12-14架的九七艦攻，以2-3小時一批次的飛行方式對船團護衛。不過九七艦攻並沒有適合的雷達好用，巡邏時仍以肉眼搜索為主，因此反潛搜索的效率不好；使用該機純粹是當時日軍沒有更多的艦載機好用，輕型航艦也不能起降更重的艦上攻擊機，所以物盡其用的手段。

## 服役
海鷹號在1943年服役後，首次的任務是運輸海軍在東南亞的23航空戰隊經馬尼拉開往新加坡。1944年1月，海鷹號編入HI-33船團返回日本；船上裝載了五五〇、五五一海軍航空隊轉運楚克。1944年2月10日，大鯧鰺號潛艦於帛琉與楚克間的海域以魚雷夜襲海鷹號，但魚雷沒有命中。
1944年2月11日，海鷹號改為護航航空母艦使用，編入海上護航總司令部。1944年2月23日入塢保養改裝，裝上了更多的防空機砲與雷達，3月2日海鷹號出塢，3月17日正式調任；成為第一護衛艦隊的核心，為日本往來太平洋各處的大型船團護航。4月3日，海鷹號參與的第一次護衛為Hi-57護航船隊，該船隊有9艘油輪，由海鷹號等6艘軍艦護衛；4月16日抵達新加坡，途中無船隻遭擊沉。4月21日自新加坡出發擔任Hi-58船團護衛，5月9日返回日本九州門司港，同樣的該批船團也未有軍艦損失。5月下旬，海鷹號與神鷹號航空母艦參與Hi-65船團護航開赴新加坡，途中1艘驅逐艦遭受美軍潛艦魚雷擊沉，2艘貨輪因閃避攻擊反而和魚雷撞得正著而遭擊沉，但船隊大部分成員仍在6月12日抵達新加坡；隨即擔任Hi-66船團護衛在6月26日回到日本。
1944年7月份，海鷹號在吳海軍工廠短暫入塢保養，並加裝更多組25公厘對空機炮強化近距防禦。
在1944年後續時間，海鷹號一直為Hi船團提供日本本土至新加坡、台灣到海南島等中長距離護衛；1944年11月25日，海鷹號等11艘軍艦為一隊日本開去新加坡的船隊護航，雖有幾艘船在途中被美軍擊沉但大多安全到達，1945年1月14日，海鷹號回到日本而且還帶著石油和各種物資，這次海鷹號受到熱烈歡迎，之後海鷹號都無再離開日本而是作為吳港內的水上防空炮台，1945年3月19日，大批美國艦載機空襲吳港，海鷹號被炸彈炸中修理。
1945年7月24日，大批英國皇家海軍艦載機空襲吳港，海鷹號為了躲避空襲而出港後在四國佐田岬海域觸發美軍佈放的磁性水雷而失去航行能力；由同行護衛的夕風號驅逐艦弋航到大分縣別府灣日出海岸擱淺座底。在四天後吳港空襲作戰遭18枚空射火箭擊中，除有20人傷亡外，艦內發電機因此遭炸壞，艦體浸水因此無法利用排水幫浦抽水，成員只好放棄軍艦；隔天第五航空軍的B-25J轟炸機與提康德羅加號航空母艦艦載機持續追炸海鷹號，但當天造成的損壞已不確定。1945年11月20日除籍。1948年解体。